# منتخب غواتيمالا لكرة القدم للسيدات
منتخب غواتيمالا الوطني لكرة القدم للسيدات (بالإسبانية: Selección femenina de fútbol de Guatemala)‏ هو ممثل غواتيمالا الرسمي في المنافسات الدولية في كرة القدم للسيدات.